# 노동인민진보당

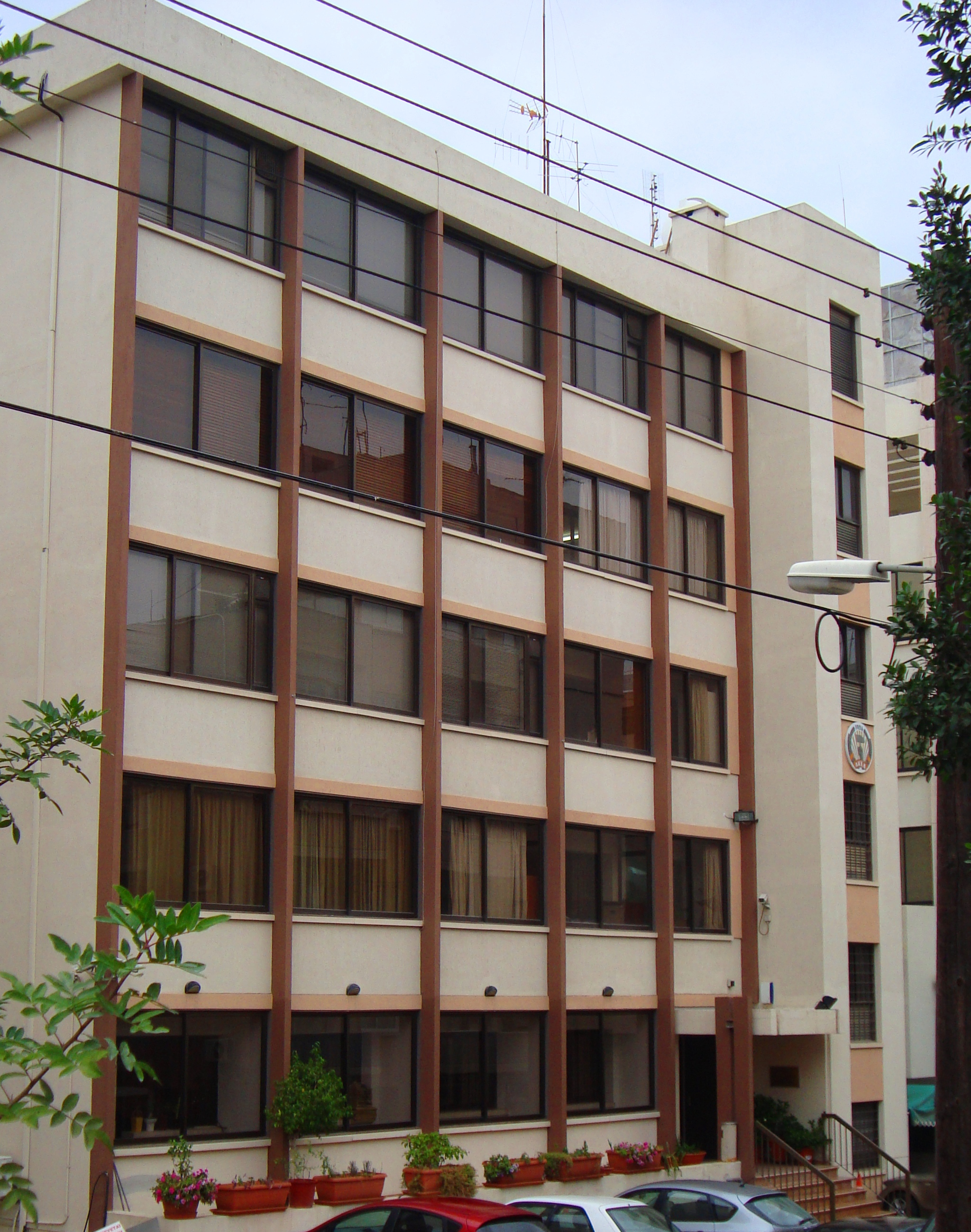
노동인민진보당의 중앙당사

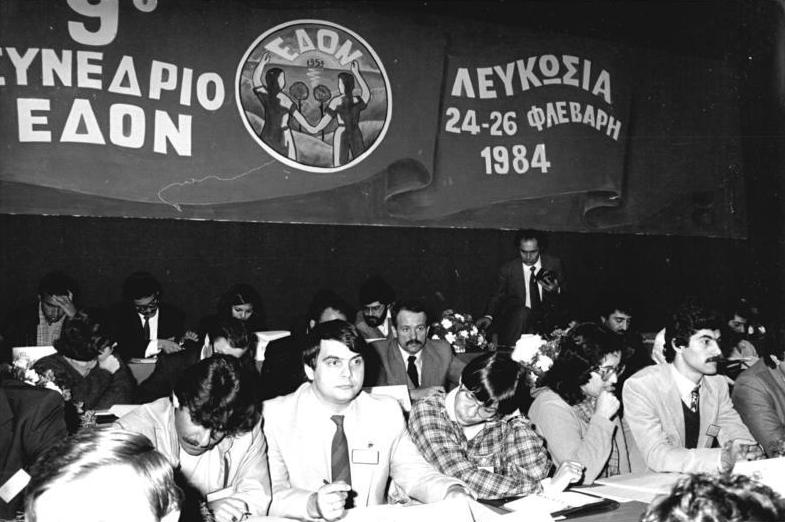
1984년, 니코시아에서의 민주청년연합기구

노동인민진보당(勞動人民進步黨, 그리스어: Ανορθωτικό Κόμμα Εργαζόμενου Λαού Anorthotikó Kómma Ergazómenou Laoú[*], AKEL)은 키프로스의 공산주의 정당이다. 2010년에 집권하였다.